# 平川英宇
平川 英宇（ひらかわ ひでいえ、1941年10月17日 - ）は、日本の経営者。中央信託銀行社長を務めた。三重県出身。

## 来歴・人物
1965年に慶應義塾大学法学部を卒業し、同年に中央信託銀行に入行した。1992年に取締役に就任し、1995年に常務、1997年に専務を経て、1999年に社長に就任。1999年に会長を経て、2000年4月には中央三井信託銀行副社長に就任